# Behandeling van kraakbeenletsels
Behandeling van kraakbeenletsels is erop gericht letsels aan het hyaliene kraakbeen te herstellen. De laatste decennia hebben chirurgen en onderzoekers verschillende chirurgische ingrepen ontwikkeld voor kraakbeenherstel. Hoewel deze oplossingen articulair kraakbeen niet perfect reconstrueren, leveren enkele van de nieuwste technieken goede resultaten op wat het herstel van kraakbeen betreft na traumatische letsels of chondropathieën.
Deze behandelingen zijn vooral bedoeld voor patiënten die aan articulaire kraakbeenletsels lijden. Ze verlichten de pijn en vertragen tegelijkertijd de progressie van letsels of stellen een ingreep om een gewricht te vervangen (bijvoorbeeld knievervanging) uit. Deze behandelingen kunnen het articulair kraakbeen zozeer herstellen dat patiënten in staat worden gesteld hun oorspronkelijke leefgewoonten te hervatten, terug mobiel te worden, opnieuw te gaan werken en zelfs weer aan sport te doen.

## Verschillende procedures voor articulair kraakbeenherstel
De oplossing voor kraakbeenbeschadiging is niet altijd een operatieve behandeling. Er zijn tal van niet- operatieve mogelijkheden om de knie ondanks enige kraakbeenschade weer rustig en pijnvrij te maken:
- oefentherapie (fietsen)
- tijdelijke vermindering van de belasting en activiteiten
- vermindering van het gewicht
- schokabsorberende inlegzooltjes
- Glucosaminepreparaten
- Hyaluronzuur-injecties

Hoewel de verschillende procedures voor articulair kraakbeenherstel uiteenlopen qua gebruikte technieken en chirurgische methoden, zijn ze allemaal bedoeld om articulair kraakbeen te herstellen en tegelijkertijd alle opties voor alternatieve behandelingen in de toekomst open te houden.
Er zijn tal van factoren die de keuze van de behandeling beïnvloeden:
- de plaats van het kraakbeendefect
- de grootte van het defect
- leeftijd en gewicht van de patiënt
- het gewenste activiteitenniveau van de patiënt
- motivatie van de patiënt voor een behandeling
- as-richting van de knie, O- of X-benen

Grosso modo zijn er vijf hoofdtypes van articulair kraakbeenherstel:

### Artroscopische lavage / debridement
Een artroscopische lavage is een "reiniging" van het kniegewricht. Deze kortetermijnoplossing wordt niet als een procedure voor articulair kraakbeenherstel beschouwd, maar eerder als een palliatieve behandeling om de pijn, mechanische problemen en ontstekingen te verminderen. Bij lavage gaat het vooral om het verwijderen van degeneratieve articulaire kraakbeenflappen en fibreus weefsel. De belangrijkste doelgroep zijn patiënten met zeer kleine articulaire kraakbeenletsels.

### Mergstimulatietechnieken (microfractuur en andere)
Aan de hand van mergstimulatietechnieken wordt geprobeerd om articulaire kraakbeenletsels te verhelpen door een artroscopische ingreep. Eerst wordt in beschadigd kraakbeen geboord of gestoken (ice-picking), tot het onderliggende been bloot komt te liggen. Zo wordt het subchondrale been geperforeerd om voor een bloedklonter te zorgen binnenin het letsel. Studies hebben echter uitgewezen dat mergstimulatietechnieken het chondrale letsel vaak onvoldoende opvulden en dat het herstelmateriaal vaak uit fibrokraakbeen bestaat (dat mechanisch gezien niet zo goed is als hyalien kraakbeen). Het duurt zo’n 8 weken tot de bloedklonter fibreus weefsel wordt en 4 maanden voor hij fibrokraakbeen wordt. Dat heeft gevolgen voor de revalidatie.
Bovendien is de kans groot dat de symptomen weer terugkomen amper 1 à 2 jaar na de ingreep, omdat het fibrokraakbeen afslijt en de patiënt tot een nieuwe ingreep voor articulair kraakbeenherstel dwingt. Dat is niet altijd het geval, zodat microfractuur als een tussenstap wordt beschouwd.

### Osteochondrale autograften en allograften
Bij deze techniek/herstelprocedure is transplantatie van been en kraakbeen nodig. Eerst wordt het beschadigde gedeelte van het been en kraakbeen verwijderd. Daarna wordt een nieuw, gezond stukje been met kraakbeen uit hetzelfde gewricht gehaald en gereïmplanteerd in het gat waaruit het oude, beschadigde been en kraakbeen werd verwijderd. Het gezonde been en kraakbeen wordt uit weinig belaste delen van het gewricht gehaald, om het gewricht niet te verzwakken.
Naargelang de ernst en algemene grootte van het letsel, kunnen meerdere plugs of dowels nodig zijn om het gewricht voldoende te herstellen; dat is een probleem bij osteochondrale autograften. Bij osteochondrale allograften zijn de plugs namelijk afkomstig van overleden donoren. Het voordeel hiervan is dat meer osteochondraal weefsel beschikbaar is en grotere letsels hersteld kunnen worden. De histocompatibiliteit houdt echter wel ethische overwegingen en bekommernissen in.

### Celgebaseerd herstel
Deze operatie wordt alleen uitgevoerd bij jonge mensen met een beperkt kraakbeenletsel. Om optimale resultaten te bereiken streven wetenschappers ernaar om beschadigd articulair kraakbeen te vervangen door autoloog kraakbeen van hetzelfde soort. Eerdere herstelprocedures leverden echter altijd fibrokraakbeen op, of in het beste geval een combinatie van fibrokraakbeen en hyalien herstelweefsel. Procedures voor een Autologe Chondrocyten Implantatie (ACI) zijn op cellen gebaseerde herstelingrepen waarbij naar volledige hyaliene herstelweefsels wordt gestreefd. Bij deze ingreep kunnen chondrocyten worden geïnjecteerd en zo op het beschadigde gedeelte aangebracht, in combinatie met een membraan, of geïmplanteerd in een matrixstructuur.

### Mozaiekplastie

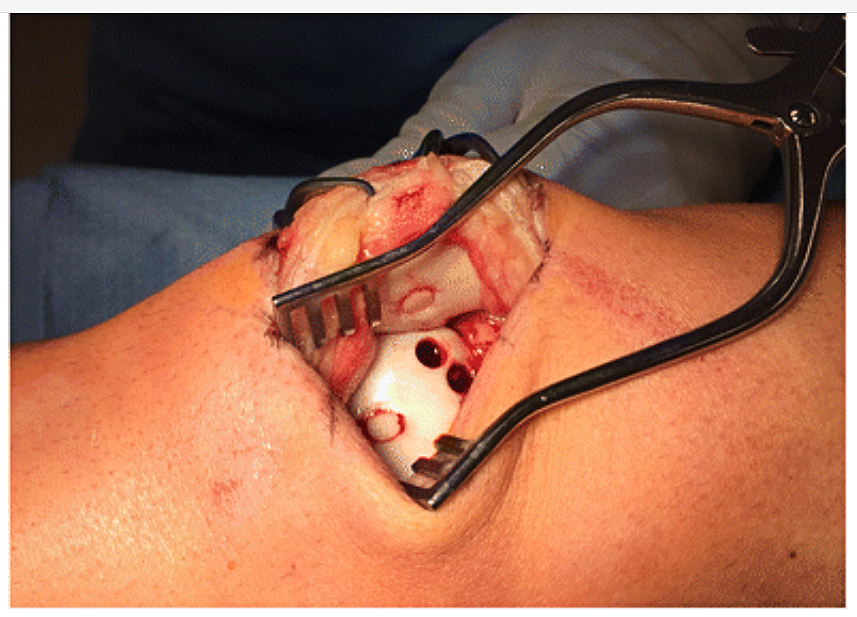
Intraoperatieve afbeelding van twee osteochondrale autograftpluggen die zijn overgebracht naar zowel de knieschijf als de trochlea. Merk op dat de laterale rand van de trochlea diende als donorplaats om beide osteochondrale cilinders te oogsten.

Cilindervormige staafjes bot met gezond kraakbeen worden tijdens een kijkoperatie van een niet dragend deel van het gewricht weggenomen. Vervolgens worden kleine holtes geboord op de plaats van het kraakbeenletsel. De cilinder vormige staafjes gezond kraakbeen passen perfect in de kleine holtes. Dit is alleen mogelijk bij letsels niet groter dan 2 tot 3 cm², omdat er maar een beperkte hoeveelheid gezond bot kan worden verwijderd.
De Autologe Chondrocyten Implantatie en de Microfractuur zijn de twee meest gebruikte methodes om het gewrichtskraakbeendefect te behandelen. In het geval dat het kraakbeen niet zou genezen kan men overwegen het betreffende gedeelte van de knie te vervangen door een prothese. Bij deze behandelingsoptie spelen de leeftijd en de ernst van de klachten van de patiënt een belangrijke rol.
Alle procedures hebben hun voor- en nadelen. Complicaties van deze operaties zijn een infectie, stijfheid van de knie, beschadiging van een huidzenuw, een chronisch pijnlijke en beperkt belastbare knie.

## Het belang van revalidatie bij articulair kraakbeenherstel
Revalidatie na elke ingreep voor articulair kraakbeenherstel is van essentieel belang voor het welslagen van gelijk welke techniek om het articulaire kraakbeen te herstellen. Revalidatie is vaak een lang en veeleisend proces. De hoofdreden hiervoor is dat het lang duurt eer de kraakbeencellen zich aanpassen en uitgroeien tot herstelweefsel. Kraakbeen past zich traag aan. Terwijl een spier zich volledig aanpast in zo’n 35 weken tijd, past kraakbeen zich slechts 75% aan in 2 jaar tijd. Als de revalidatieperiode te kort is, kan het kraakbeenherstel te zwaar worden belast, zodat het herstel mislukt. De nabehandeling is fysiotherapie. Er wordt aandacht besteed aan het mobiliseren van de knie, het controleren van de pijn en het vergroten van de spierkracht. De eerste fase van de therapie worden er instructies gegeven om de knie gedurende de eerste zes weken te ontzien. In de tweede fase wordt er aandacht besteed aan de opbouw van de spierkracht.